# Arnoldus Josephus Ingenhousz
Arnoldus Josephus Ingenhousz (Breda, 4 mei 1766 - Breda, 20 september 1859) was een apotheker, koopman en politicus uit Breda.
Arnoldus Josephus Ingehousz behoorde tot het patriciërsgeslacht Ingen Housz en was een zoon van de apotheker en koopman Ludovicus Ingenhousz en Maria Joanna Struijck. Hij studeerde vanaf december 1784 geneeskunde aan de Hogeschool te Leiden, maar rondde zijn studie niet af. Hij volgde in het spoor van zijn vader, en werd apotheker en koopman, en in 1791 werd hij commissaris bij het Frans militair hospitaal te Breda. Hij bleef ongehuwd.
In 1795 vertegenwoordigde Ingenhousz Breda bij de Vergadering van Provisionele Representanten van het Volk van Bataafs Brabant en tot 1802 was hij president van de municipaliteit van Breda. Tussen 1802 en 1805 was hij bestuurder van het departement Bataafs-Brabant en vanaf 1814 was hij directeur directe en indirecte belastingen van de provincie Brabant.
In maart 1814 werd Ingenhousz benoemd in de Vergadering van Notabelen, maar hij verscheen niet. Van september 1814 tot oktober 1818 was hij wel lid van de Provinciale Staten van Noord-Brabant en in augustus 1815 was hij buitengewoon lid van de Staten-Generaal der Verenigde Nederlanden bij de tweede lezing van de nieuwe Grondwet. Vervolgens was hij van 1818 tot 1839 en van 1841 tot 1844 lid van de Tweede Kamer der Staten-Generaal, waar hij regeringsgezind was, maar toch ook tamelijk oppositioneel. Zo was hij in 1829 een van de vijf Noord-Nederlanders die tegen de tienjarige begroting stemden, en keerde hij zich op diverse andere begrotingszaken tegen de regering. In 1839 werd Ingenhousz in de verkiezingen in de Provinciale Staten van Noord-Brabant verslagen door Paulus Gouverneur, maar in 1841 wist hij weer nipt verkozen te worden. In 1844 was het definitief gedaan met zijn Kamerlidmaatschap, en kreeg hij slechts drie stemmen tegen 22 voor Lambertus Dominicus Storm.
- Biografisch Portaal: 14020087
- Digitale Bibliotheek voor de Nederlandse Letteren: inge017
- International Standard Name Identifier: 0000 0003 8806 6436
- Nederlandse Thesaurus van Auteursnamen: 141968753
- Parlement.com: vg09llss5gzw
- Virtual International Authority File: 281204546
- WorldCat: E39PBJxRyFtrDVJH8Kv6vpR7pP